# نحوه بوسیدنت را عوض کردی
«نحوه بوسیدنت را عوض کردی»(به انگلیسی: Changed the Way You Kiss Me) تک‌آهنگی از هنرمند اهل بریتانیا اگزمپل است که در سال ۲۰۱۱ میلادی منتشر شد.
این تک‌آهنگ در چارت‌های اسکاتلند و بریتانیا در رتبه اول و در چارت‌های ایرلند، لهستان، آلمان جزو ده ترانه اول قرار گرفت.